# Liga del Norte de Coahuila 2019
La Temporada 2019 de la Liga del Norte de Coahuila fue la edición número 51 de la tercera etapa de este circuito. Tuvo como inicio el 31 de marzo. Para este año hubo un incremento en el número de equipos de 6 a 10. Se mantuvieron 5 de los 6 equipos de la campaña anterior, el equipo de Piratas de Sabinas sale de la liga y en su lugar debuta el equipo de Bravos de Sabinas. Regresan los equipos de Agricultores de Morelos y Atléticos de Acuña, así como el debut de los equipos de Acereros de Monclova y Venados de Castaños quienes iniciaron como Venados de Cuatrociénegas pero tuvieron que cambiar de sede.
Los Acereros de Monclova se coronaron campeones por primera vez al derrotar en la Serie Final a los Bravos de Sabinas por 4 juegos a 1. El mánager campeón fue Matías Carrillo.

## Equipos participantes
| Liga del Norte de Coahuila 2019 |                   |                        |
| Equipo                          | Mánager           | Sede                   |
| Acereros de Monclova            | Matías Carrillo   | Monclova, Coahuila     |
| Agricultores de Morelos         | Juan Balandran    | Morelos, Coahuila      |
| Alambrados de Allende           | Octavio Bermea    | Allende, Coahuila      |
| Atléticos de Acuña              | Mario Gallardo    | Ciudad Acuña, Coahuila |
| Barreteros de Barroterán        | Lizardo Hernández | Barroterán, Coahuila   |
| Bravos de Sabinas               | José Cumpian      | Sabinas, Coahuila      |
| Carboneros de Nava              | Ramón Gallardo    | Nava, Coahuila         |
| Diablos de Nadadores            | Manuel Limón      | Nadadores, Coahuila    |
| Tuzos de Palaú                  | Ignacio Arauz     | Palaú, Coahuila        |
| Venados de Castaños             | Evaristo Mena     | Castaños, Coahuila     |

## Posiciones
- Actualizadas las posiciones al 21 de julio de 2019.

| Liga del Norte de Coahuila | Liga del Norte de Coahuila | Liga del Norte de Coahuila | Liga del Norte de Coahuila | Liga del Norte de Coahuila |
| Equipo                     | JG                         | JP                         | PCT                        | JV                         |
| -------------------------- | -------------------------- | -------------------------- | -------------------------- | -------------------------- |
| Sabinas                    | 25                         | 7                          | .781                       | -                          |
| Barroterán                 | 23                         | 7                          | .767                       | 1.0                        |
| Monclova                   | 21                         | 11                         | .656                       | 4.0                        |
| Morelos                    | 21                         | 11                         | .656                       | 4.0                        |
| Allende                    | 17                         | 15                         | .531                       | 8.0                        |
| Nava                       | 16                         | 16                         | .500                       | 9.0                        |
| Palaú                      | 10                         | 20                         | .333                       | 14.0                       |
| Acuña                      | 10                         | 22                         | .313                       | 15.0                       |
| Castaños                   | 8                          | 24                         | .250                       | 17.0                       |
| Nadadores                  | 7                          | 25                         | .219                       | 18.0                       |

| Clasificado a los playoffs |

## Playoffs
Por esta ocasión, la postemporada de la temporada 2019 fue jugada por 6 equipos. Los resultados de las series de la primera ronda fueron los siguientes: 
Nava 2, Sabinas 3; Allende 3, Barroterán 1 y Morelos 1, Monclova 3. Debido a que para la siguiente ronda se necesitaban de 4 equipos, aparte de los 3 equipos ganadores, el mejor perdedor accedió a la semifinal. Este equipo fue el de Nava.
|  | Semifinales | Semifinales | Semifinales |          |   | Final   | Final | Final |  |
|  |             |             |             |          |   |         |       |       |  |
|  |             |             |             |          |   |         |       |       |  |
|  | 6           | Nava        | 2           |          |   |         |       |       |  |
|  | 6           | Nava        | 2           |          |   |         |       |       |  |
|  | 1           | Sabinas     | 3           |          |   |         |       |       |  |
|  | 1           | Sabinas     | 3           |          | 1 | Sabinas | 1     |       |  |
|  |             |             |             |          | 1 | Sabinas | 1     |       |  |
|  |             |             | 3           | Monclova | 4 |         |       |       |  |
|  | 5           | Allende     | 3           | Monclova | 4 | 1       |       |       |  |
|  | 5           | Allende     |             |          |   | 1       |       |       |  |
|  | 3           | Monclova    | 3           |          |   |         |       |       |  |
|  | 3           | Monclova    | 3           |          |   |         |       |       |  |
|  |             |             |             |          |   |         |       |       |  |